# Швидкий суд
Швидкий суд (англ. Instant Justice) — американський бойовик 1986 року.

## Сюжет
Після того, як подорож сержанта в Мадрид до своєї сестри обернулося подорожжю в морг для упізнання її тіла, він кинувся на пошуки вбивць. За допомогою свого співвітчизника — фотографа, який постійно живе в Іспанії, і красуні — фотомоделі він проникає у світ вишуканості та елегантності, де кокаїн — король, а влада покриває будь-який злочин, і де супротивник має велику перевагу в чисельності.

## У ролях
| Актор             | Роль              |
| ----------------- | ----------------- |
| Майкл Паре        | Скотт Янгблад     |
| Тоні Кітейн       | Вірджинія         |
| Пітер Крук        | Джейк             |
| Чарльз Неп'єр     | майор Девіс       |
| Едді Авот         | Сілк              |
| Скотт Дель Амо    | Датч              |
| Лінда Бріджес     | Кім               |
| Лайонел А. Ефраім | посол Гордон      |
| Моріс Е. Аронов   | Шелтон            |
| Альдо Самбрель    | Хуан Муньос       |
| Пітер Болтер      | Кларк             |
| Томас Ебботт      | лейтенант Гардінг |
| Ентоні Бінгхем    | сержант Вокер     |
| Скотт Міллер      | полковник Паркер  |
| Стів Гейвуд       | капрал Аткінсон   |
| Мануель де Блас   | Очоа              |
| Енджел Манкузо    | Тоні              |
| Сільвія Кофін     | дівчина у барі    |
| Беррі Зіммерман   | помічник          |
| Луїс Лоренцо      | Дюфур             |
| Куніо Кобаясі     | Кук               |
| Тесса Г'юїт       | модель            |
| Пепе Джеллєго     | Ripal             |
| Джеймс Фіннерті   | морський офіцер   |
| Рубен Тобіас      | головоріз 1       |
| Луїс Барбу        | головоріз 2       |